# Lymphœdème chronique progressif
Pattes à jus
 Mise en garde médicale
Le lymphœdème chronique progressif (abrégé LCP, familièrement dit « pattes à jus », « eaux aux jambes », « gratte » ou « dermatite du paturon ») un trouble multifactoriel (ayant probablement une origine génétique) grave et incurable, caractérisé par un engorgement progressif des membres, accompagné d'une fibrose et du développement de plis et de nodules. A ce jour, on ne sait pas si le LCP ne regroupe pas plusieurs maladies différentes dont les points communs sont : un dysfonctionnement du système lymphatique, une fibrose, une inflammation et un réseau d'élastine aberrant. Longtemps résumé à une pododermatite, c'est-à-dire une maladie affectant la peau des membres du cheval de trait, rebelle aux traitements. Les lésions sont principalement situées au niveau des paturons, de l'intérieur des genoux et des jarrets et exceptionnellement jusqu'au ventre.
Au niveau des membres, les lésions évoluent en nodules, s’ulcèrent souvent, tout en restant couvertes de croûtes. D’abord petites, elles finissent en général par être coalescentes (soudées entre elles) et deviennent douloureuses. Elles peuvent entraîner une boiterie allant jusqu'à un affaiblissement de l’animal, qui peut aboutir à sa mort précoce.
Plusieurs facteurs semblent influer sur le développement de la maladie et l’aggravation ou la régression des symptômes cliniques,. Ces facteurs sont :
- Le mouvement et l’activité du cheval
- La nutrition
- La gestion de l’environnement et sa propreté
- La gestion des soins (contrôle de l’œdème, soins de la peau, contrôle des infections secondaires, drainage lymphatique manuel…)
- La génétique

Longtemps considérées comme des lésions secondaires, les infections ou des infestations secondaires, comme la gale chorioptique ou les folliculites bactériennes, questionnent la communauté
Les éléments les plus caractéristiques du syndrome « pattes à jus » sont sa localisation centrée sur le paturon et qui s'étend par la suite de manière centrifuge, la présence de nodules qui s'accompagnent de croûtes et qui s'ulcèrent progressivement et le prurit qui joue un rôle important dans l'évolution des lésions.
Les raclages et cultures bactériennes peuvent permettre de mettre en évidence les infections secondaires les plus classiques, comme la gale chorioptique et la folliculite bactérienne.
Difficile à soigner, l'issue peut être fatale pour l'animal. Parfois, même avec des soins, aucun remède ne parvient à traiter la maladie et la seule possibilité d'intervention consiste à ralentir sa progression et traiter ses signes cliniques.
Le LCP est très similaire à l'éléphantiasis chez l'être humain.

## Description

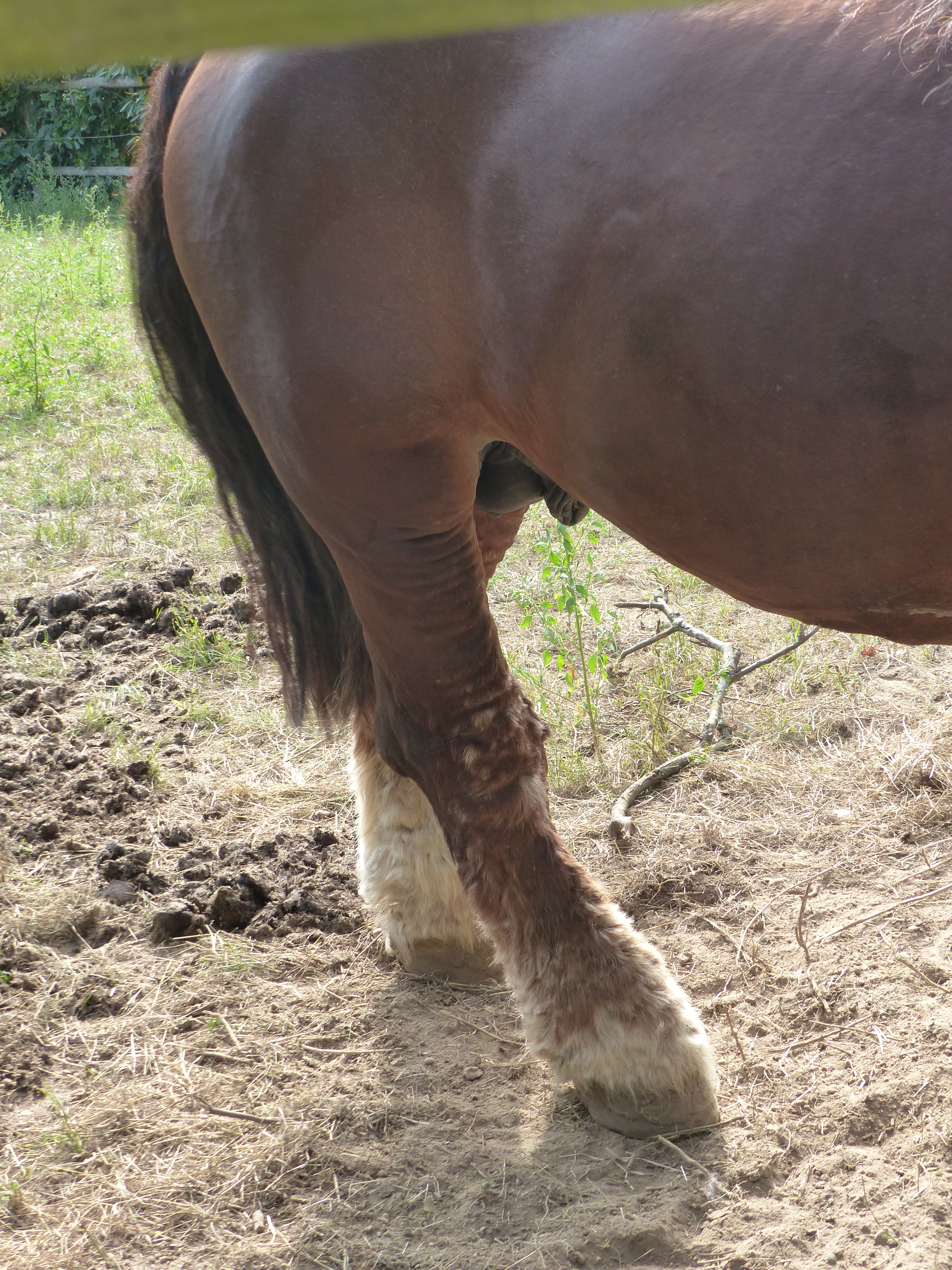
Membres postérieurs d'un étalon breton de 12 ans avec lymphœdème chronique progressif.

Le LCP est un trouble multifactoriel (ayant probablement une origine génétique) grave et incurable. Les signes cliniques sont importants et impliquent principalement l’engorgement progressif des parties situées sous les genoux ou les jarrets, s'accompagnant d'une altération chronique et progressive des tissus composants les membres (fibrose) et du développement de plis et de nodules, souvent compliqué par des infections secondaires. La maladie peut également être constatée sur l'encolure et/ou la queue. Chez certains individus, la maladie s'étend à tout le corps.  L’environnement du cheval et les facteurs associés jouent un rôle majeur dans son développement,.
Les premiers signes cliniques sont discrets et peuvent apparaître dès l'âge de 1 an sous la forme d'un œdème sous-cutané et d'accumulation de peaux mortes ou de croûtes au niveau des boulets et des paturons des membres postérieurs. Ces premiers signes peuvent être cachés par les longs fanons (poils) situés sur la partie inférieure des jambes du cheval de trait. Dans le temps, des plis de peau se forment. Il s'ensuit une accumulation de signes de surinfections avec des lésions (érythème et prurit) suivies par l'apparition de crevasses et de croûtes pouvant aller jusqu'à l'ulcération, qui débutent sur les paturons. En phase chronique du LCP une fibrose s'installe et peut entrainer un gonflement progressif des membres du cheval, qui débute au niveau du boulet, et remonte progressivement vers le haut des membres, créant des difficultés de déplacement à l'animal. Les races de chevaux ayant des fanons à poils longs semblent prédisposées à ces affections mais la maladie a aussi été observée chez les ânes (baudet du poitou et mammoth), l'alpaga, les moutons et les bovins (Trekpaard / Dr Marieke Brys seminar).
Les quatre membres du cheval sont affectés, mais les membres postérieurs le sont généralement plus sévèrement que les membres antérieurs. Les signes cliniques incluent un gonflement progressif, une hyperkératose et une fibrose distale des membres, similaire au lymphœdème chronique (elephantiasis nostras) chez l'être humain. Le dysfonctionnement du système lymphatique, la fibrose progressive des tissus et une perturbation de la matrice élastine de la peau semblent être des composants clés dans cette pathologie.
.Au fur et à mesure que le LCP progresse, des ulcères se développent sur les paturons, et la fibrose conduit à un durcissement de la peau et à la formation de nodules pouvant atteindre la taille d'une balle de baseball. Les infections secondaires par des microbes ou des acariens entraînent généralement des complications. Les infestations dues à l'acarien Chorioptes equi provoquent de fortes démangeaisons et conduisent à des traumatismes et à des dermatites ainsi le cheval tape du pied, se frotter les jambes entre elles ou contre des objets. Les membres peuvent être si  douloureux que le cheval peut hésiter à se les laisser toucher
La qualité du sabot est souvent pauvre ; les sabots sont sujets aux craquements, aux fissures, au développement du muguet et d’abcès. Ces chevaux peuvent développer une fourbure. Les châtaignes et les ergots sont souvent difformes et irréguliers.
La gravité des symptômes peut varier d'un cheval à l'autre, mais les principales manifestations de la maladie peuvent être classées en différents scores (niveau de gravité)  à partir de lignes directrices pour catégoriser l'évaluation clinique du LCP en utilisant la palpation et l'évaluation visuelle de la surface de la peau, du contour des membres et de la présence de plis, de nodules et de signes d'infection secondaire. Depuis 2023, ces scores sont communs à tous les pays. Le système permet désormais la présentation de la face dorsale et tient également compte du fait que le membre présente un état de lymphœdème faible ou élevé.

### Score A ou A-: LCP léger
On constatera :
- Un léger épaississement de la peau
- La présence de desquamations
- Un œdème localisé
- Un diamètre normal du membre
- une définition du membre légèrement floue
- 1-2 petits plis au niveau du paturon des membres postérieurs ou antérieurs

### Score B ou B-: LCP Modéré
On constatera : 
- Un épaississement modéré de la peau
- Des desquamations importantes
- Exsudat, érosions possibles, ulcères
- Une augmentation du diamètre du membre
- Une forme conique de la partie inférieure du membre
- Un gonflement ferme (œdème marqué)
- Des plis multiples, nodules au paturon (à l'avant des membres (dorsal) et/ou sur les postérieurs et/ou les antérieurs)

### Score C ou C-: LCP Sévère
On constatera : 

Atome - Trait Ardennais - Hongre 15 ans - Score C

- Un épaississement important de la peau
- Des desquamations sévères
- Exsudat marqué, érosions, ulcères
- Une augmentation du diamètre du membre
- Un gonflement ferme (œdème marqué)
- Une absence totale de définition des membres
- De multiples plis cutanés, nodules remontant vers le carpe ou le tarse (Dorsal, Postérieurs et Antérieur)
- A ce stade, des perturbations mécaniques sont possibles

### Score Extrême
On constatera :
- Un épaississement important de la peau
- Des desquamations sévères
- Exsudat marqué, érosions, ulcères
- Des fanons cassés
- Un membre ayant un grand diamètre
- un gonflement ferme (œdème marqué)
- Une absence totale de définition du membre s'étendant au-dessus du carpe ou du tarse
- De nombreux plis cutanés, nodules remontant jusqu'au carpe ou au tarse et au-dessus de ceux-ci ; Pli marquant toute la circonférence du membre
- Des plis et nodules alopéciques et ulcérés
- Une atteinte mécanique sévère
- un possibilité de lymphangite secondaire

### Score Xd
Il indique que la face dorsale du membre est touchée.

## Causes
Les causes du lymphœdème chronique progressif restent incertaines mais des pistes sont en cours d'exploration.
Les différentes recherches menées sur le sujet laissent penser que le LCP est un trouble multifactoriel. Cela implique que la survenue de la maladie et le développement des signes cliniques sont déterminées par un jeu de deux facteurs : la génétique d'un individu (génotype) et les influences environnementales.
Des causes génétiques affectant le métabolisme de l'élastine et empêchant les vaisseaux lymphatiques de fonctionner correctement, entraînant un œdème des membres inférieurs, sont suggérées.
D'autres pistes évoquent que la maladie est probablement causée par un dysfonctionnement du système lymphatique et un système immunitaire affaibli, affectant le métabolisme de l'élastine et empêchant les vaisseaux lymphatiques de fonctionner correctement, entraînant par conséquent un œdème des membres inférieurs.
Au niveau moléculaire, des dosages de desmosine, molécule formée de quatre lysines composants de l'élastine, ont montré des modifications entre les chevaux atteints et les chevaux sains. La desmosine présentait un taux moindre chez les animaux atteints, mais les colorations d'élastine chez ces chevaux ont révélé que l'élastine était présente en quantité plus importante dans le derme des atteints que chez les sains. Ces modifications permettent de supposer que l'élastine dermique présente une structure altérée et ne garantit plus son rôle de soutien des vaisseaux lors d'un lymphœdème progressif chronique,.
Voici les éléments de causalités qui semblent corrélés à la maladie,:

### l’âge
Les études montrent que l'âge est significativement corrélé à la sévérité de la maladie. Le LCP est une maladie évolutive et, par conséquent, les signes cliniques vont se détériorer avec l'âge. Les recherches de De Keyser et al., ont démontré que dans une population de 980 chevaux de trait belge,  seulement 14 % des yearlings présentaient des signes cliniques légers, tandis que 85,86 % des chevaux de plus de 3 ans étaient cliniquement affectés.          
La sévérité des lésions, en particulier l'épaisseur du pli de peau, augmente à la fois pour les juments et les étalons à partir de l'âge de 3 ans. La progression de la maladie cesse à un âge moyen de 16 ans pour les étalons, 18 ans pour les hongres et 20 ans pour les juments,.

### Le genre
Le sexe, ainsi que l'apparition de lésions, est également associée de manière significative à la survenue des lésions. La prévalence de la maladie étant significativement plus élevée chez les étalons que chez les juments. En effet, Sievers et Distl, ont rapporté dans leurs études que les mâles ont un risque cinq fois plus élevé de développer des lésions du LCP par rapport aux femelles.
Le sexe ne joue pas de rôle dans la sévérité de la maladie bien que les lésions apparaissent plus tôt chez les juments que chez les étalons. La progression de la maladie est plus rapide chez les étalons. La différence de progression de la maladie peut être attribuée à des différences de mode d'hébergement et un moindre accès aux pâturages, ainsi qu'aux régimes alimentaire et à la sélection génétique plus sélective chez les étalons.

### Les infections secondaires
Les chevaux de trait affectés par le LCP sont plus sensibles aux infections dermiques secondaires et à la dermatite des paturons, causées par des bactéries, des champignons ou des parasites, car l'immunité cutanée locale est altérée.
Inversement, ces infections secondaires peuvent aggraver la progression du LCP et compliquer le diagnostic. Chez les chevaux de trait, la gale chorioptique touche entre 50 % à 95 % des chevaux d’une même race. Cette prédisposition pourrait s'expliquer par la présence de fanons longs.
L'infestation par les Chorioptes bovis (acariens anciennement connus sous le nom de chorioptes equi) peut affecter la progression du LCP, se manifestant par un œdème, une lichénification et des plis cutanés excessifs pouvant évoluer vers des lésions verruciformes. De plus, la réponse inflammatoire qui en résulte peut éventuellement déclencher l'apparition du LCP. Par conséquent, la prise en compte des infections secondaires est cruciale dans le traitement symptomatique des chevaux atteints de LCP,,.

### Le mode d’hébergement
Selon Geburek et al., les chevaux détenus dans des enclos extérieurs sur un sol en caoutchouc sont significativement moins touchés que ceux qui sont maintenus sur du sable ou de la terre. De même, Sievers et Distl ont constaté que les chevaux gardés dans les pâturages et les paddocks avaient moins de symptômes de la maladie.             
Une mauvaise hygiène des boxes augmente significativement la sévérité du LCP. Ce qui pourrait s'expliquer par mauvaise hygiène des boxes et la prévalence des agents pathogènes qui peuvent provoquer des infections secondaires.

### L’Activité du cheval
Chez les chevaux détenus pour la reproduction et la production de viande et/ou de lait, les lésions sont statistiquement et significativement plus répandues que chez les chevaux utilisés pour l'équitation et le travail (agriculture traditionnelle),,.

### Le Régime alimentaire
Il a été démontré que les régimes d'alimentation incluant de l’ensilage en hiver augmentent la prévalence et la sévérité du LCP chez les chevaux de trait. En revanche, un régime de foin et de paille permet de réduire le risque de gravité des symptômes de la maladie. Il a également été prouvé que les concentrés augmentaient la sévérité du LCP.
Geburek et al. ont démontré que la quantité de mais et d'avoine dans l'alimentation des chevaux peuvent influencer le degré de sévérité clinique de la maladie.
Bien que le mécanisme exact reliant un régime riche en sucre et en amidon, et la progression des signes cliniques du LCP n'ait pas encore été complètement élucidé, plusieurs études ont démontré que l'amidon a une influence directe sur la réponse inflammatoire dans l'organisme et le niveau des cytokines pro-inflammatoires dans la circulation sanguine. Par conséquent, le sucre et l'amidon sont susceptibles de contribuer à l'état inflammatoire des chevaux atteints de LCP, qui sont déjà sujets à l'inflammation au niveau des membres.
La gestion de l'alimentation avec des concentrés restreints, ou sans concentré, et sans ensilage réduit le risque de développer des lésions sévères du LCP. Cependant, des recherches supplémentaires sur l'influence des paramètres nutritionnels sont nécessaires pour déterminer l'effet exact du régime alimentaire sur le déroulement et la progression du LCP,.

### La Configuration des membres sous les genoux ou les jarrets
La circonférence osseuse des canons, le volume des fanons, des ergots, des châtaignes et des renflements dans la région du boulet sont significativement corrélées à la sévérité de la maladie. Cependant, nous ne savons pas si ces caractéristiques sont des conséquences du LCP ou s'il s'agit de facteurs de risque de gravité de la maladie.
La qualité du sabot est également significativement corrélée à la sévérité du LCP. Dans une étude menée par Wallraf sur des races de chevaux de trait en Allemagne, les caractéristiques des poils des membres (par exemple, la densité d'implantation des fanons) ont été corrélées à la prévalence de la maladie.
Une autre étude a révélé une corrélation entre la présence de peau sans pigment (balzanes) et la sévérité clinique des lésions du LCP, bien que Geburek et al. n'aient pas réussi à confirmer cette corrélation. Federici et al. ont démontré que les chevaux avec des balzanes plus prononcées avaient un risque accru de souffrir de dermatite du paturon, de coups de soleil et d'anomalies des sabots. Toutefois, une corrélation spécifique entre le LCP et les balzanes n'a pas encore été établie.

## Épidémiologie
Cette maladie a été identifiée chez les races de l'âne du Poitou, de l'âne mammoth, du Poitevin mulassier, du Comtois, du Trait du Nord, de l'Auxois, du Boulonnais, de l'Ardennais, du Breton, du Shire, du Clydesdale, du Trait belge, du Frison, du Trait belge américain, du Trait de la Forêt-Noire, Jutland, Mecklembourgeois, Trait de Rhénanie, Trait du Schleswig, Trait de Saxe-Thuringe, Trait allemand du Sud, et du Cob Gypsy / Irish Cob, le poney Fell, le Welsh section D. Des symptômes de type LCP ont également été observé chez l'alpaga, le mouton et les bovins. Les signes apparaissent généralement chez les chevaux après un à deux ans. Les deux sexes sont touchés.

## Traitement et soins

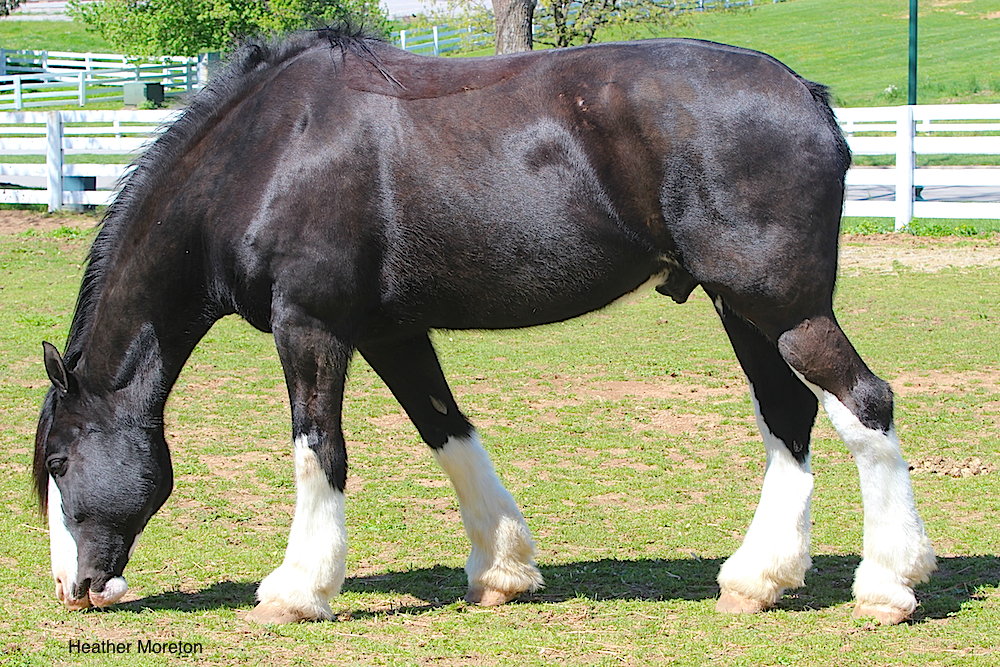
Albion, cheval de race Shire dont les fanons ont été rasés pour permettre les soins du LCP

A ce jour, il n'existe aucun remède curatif pour le syndrome « patte à jus ». 
Si la maladie ne se guérit pas, elle est en revanche tout à fait gérable. Nous savons que la progression du LCP est une combinaison de facteurs génétiques et de déclencheurs provenant de l’environnement du cheval et de son élevage. Cette évolution peut être divisée en : 14 % génétique (non pas la chance héréditaire d’avoir la maladie, mais la gravité des symptômes) et 86 % provenant de l'environnement du cheval et de son mode d'élevage. 
Une approche globale développée par le groupe CPL Awareness CIC permet de ralentir la progression de la maladie et augmenter le confort et la qualité de vie du cheval. Il sera nécessaire d'adapter : 
- La gestion des acariens
- Le mouvement et l’activité du cheval
- La nutrition
- La gestion de l’environnement et sa propreté
- La gestion des soins (contrôle de l’œdème, soins de la peau, contrôle des infections secondaires, drainage lymphatique manuel…)

Ces soins demandent une attention quotidienne pour prévenir toute infection de la peau.

### Gestion des acariens
En 2025, la Dr Marieke Brys a démontré que la présence de choriopte est très fréquente chez les chevaux de trait  et peut jouer un rôle dans le développement du lymphœdème chronique progressif (LCP). Les analyses statistiques ont montré un lien fort entre la gale et le LCP : les chevaux avec des acariens avaient deux fois plus de LCP que les chevaux sans acariens. Cette recherche indique donc que C. bovis peut contribuer au développement du LCP, ce qui est important pour la prévention et le traitement de cette maladie.

La première étape consiste à tondre les fanons du bas du membre, afin de s'assurer qu'aucune zone touchée ne soit oubliée, et de permettre l'application de traitements directement sur la peau affectée.
Il est essentiel d'appliquer un acaricide efficace suivant un protocole de soin qui correspond aux besoins des chevaux touchés par le LCP afin d’éradiquer leur présence (et pas seulement de réduire l'infestation). Des traitements topiques sont nécessaires pour traiter la gale chorioptique (causée par l’acarien Chorioptes bovis), car ils ne sont pas vulnérables aux traitements oraux ou systémiques quand ils se trouvent dans les croûtes de la peau. Les traitements développés par la Dr Brys a base de moxidectine pour-on ou d'ivermectine pour-onpermette une nette réussite et une éradication des acariens pendant plusieurs mois.

### Gestion de l'alimentation du cheval LCP
Parmi les recommandations qui émergent de la littérature scientifique, la gestion de la nutrition semble faire consensus dans les facteurs permettant une bonne gestion du cheval atteint de LCP.
Le besoin de gestion de la nourriture porte sur plusieurs points essentiels.

#### La gestion du poids du cheval
Le lymphœdème est une accumulation anormale de lymphe (liquide) dans les tissus, causée par une dysfonction du système lymphatique. Il se caractérise par un engorgement et une inflammation des membres. 
L'obésité favorisant les anomalies lymphatiques, telles qu'une diminution de la densité lymphatique initiale, une augmentation des fuites lymphatiques, une altération du pompage lymphatique collecteur et une diminution du transport des macromolécules, la gestion du poids va donc être un élément important pour contrôler les symptômes du lymphœdème et prévenir les complications.

#### La limitation de l’effet de stimulation inflammatoire des rations
L’intestin est un écosystème complexe au contact de l’environnement extérieur par le biais des aliments et l’intermédiaire d’une flore bactérienne, elle-même extrêmement complexe, faisant partie de ce qu’on appelle le microbiote. La flore intestinale, la muqueuse intestinale avec les systèmes neuroendocrinien et immunitaire qu’elle comprend fonctionnent en synergie et en symbiose.
Toute modification dans l'équilibre de cette relation tripartite conduit à un dysfonctionnement intestinal, plus précisément à une réaction de l’organisme, sous la forme de dysbiose intestinale (état sous-optimal du microbiome intestinal où il existe un déséquilibre entre les bonnes et les mauvaises bactéries), d’une inflammation de la muqueuse et éventuellement de manifestations neuro-hormonales et immunitaires touchant l’ensemble de l’organisme.
Il a été démontré que les régimes d'alimentation incluant de l’ensilage (d’herbe ou de maïs) en hiver augmentent la prévalence et la sévérité du LCP chez les chevaux de trait.
Il a également été prouvé que les concentrés augmentaient la sévérité du LCP. Geburek et al. ont démontré que la quantité de maïs et d'avoine dans l'alimentation des chevaux peuvent influencer le degré de sévérité clinique de la maladie. Bien que le mécanisme exact reliant un régime riche en sucre et en amidon, et la progression des signes cliniques du LCP n'ait pas encore été complètement élucidé, plusieurs études ont démontré que l'amidon a une influence directe sur la réponse inflammatoire dans l'organisme et le niveau des cytokines pro-inflammatoires dans la circulation sanguine. Par conséquent, le sucre et l'amidon sont susceptibles de contribuer à l'état inflammatoire des chevaux atteints de LCP, qui sont déjà sujets à l'inflammation au niveau des membres.
Certains composants de la ration semblent donc accélérer la manifestation clinique du LPC comme le maïs en grain, l’avoine, le soja, le trèfle et la luzerne,,,.
Une alimentation simple basée sur de l’herbe et du foin, avec une réduction voire un arrêt complet des céréales ou granulés (à moins que la demande énergétique de chevaux dans un rythme de travail intense le nécessite) est vivement conseillé.  Pour les chevaux nécessitant des compléments, il est important que les taux de sucre et d’amidon cumulés ne dépassent pas 10% de la ration,.

#### La gestion du pâturage
Un pâturage contrôlé, particulièrement au printemps, est également à envisager, car les taux de sucre de l’herbe jeune sont très élevés, et les risques associés d’obésité ou de fourbure d’origine nutritionnelle sont particulièrement présents.
Ainsi, les pâtures pauvres ou les petits paddocks, la mise en stalles (ou grands boxes) avec du foin fibreux ou le recours aux paniers de pâturages pour limiter la vitesse et quantité d’ingestion sont encouragés.
Le Groupe Facebook anglais de propriétaires de chevaux atteints de la maladie, aidés de leurs vétérinaires (CPL Awareness CIC Support Group) propose une gestion de la nutrition et du mouvement par un système d’équi-piste, c'est-à-dire des hébergements qui favorisent l'invitation au mouvement et apportent une alimentation en cohérence avec la physiologie des chevaux présents.

#### Les compléments alimentaires
Le régime alimentaire a un impact énorme dans les flambés de LCP. Il est donc important de se référer à un avis vétérinaire avant de complémenter les chevaux souffrant de LCP au risque de provoquer une flambée de la maladie.
L’addition de Gaillet Grateron  et de Souci est encouragée par de nombreuses sources internet et certains vétérinaires car leurs effets semblent intéressants, bien qu’aucune étude ne les ait encore prouvés .
Le soutien de l’immunité en général est possible, et une multitude de compléments alimentaires existent. La Complémentation en Minéraux et Vitamines (CMV) est généralement proposée après une analyse du fourrage pour cibler les carences potentielles.
La Vitamine E peut être utilisée, pour ses effets antioxydants et stimulants de l’immunité.
L’ajout de biotine dans la ration est aussi mentionné, afin de supporter la qualité de la corne et des poils/crins, fortement altérée dans les cas de LCP. Bien que certaines personnes avancent l’hypothèse d’un effet délétère de la complémentation en biotine sur le processus d’hyperkératose, certains vétérinaires corrèlent l’aggravation de l’hyperkératose ou constate au contraire, une carence de cette vitamine hydrosoluble. Son usage n’est, pour l’heure, contre-indiqué dans aucune étude.

### Gestion des soins
Les infections bactériennes peuvent être traitées en lavant et en séchant la peau en douceur à l'aide de chlorhexidine. Les produits asséchant sont à éviter car ils aggravent les problèmes d'hyperkératose des chevaux LCP : la peau devient poreuse et se fend créant de nouvelles plaies.
Un exercice quotidien aide à l'écoulement de la lymphe.
La thérapie décongestive combinée consiste en un massage de la jambe pour déplacer la lymphe, suivi d'un bandage de compression spécialisé qui crée un gradient de pression vers le haut de la jambe. Si le sabot est de mauvaise qualité, il est nécessaire de les tailler régulièrement pour les garder en bonne santé.
Pour le syndrome « patte à jus » causé par une gale chorioptique compliquée d’infection bactérienne, les étapes de soin incluent une tonte régulière, un traitement topique antibactérien (shampooing au peroxyde de benzoyle ou à la ), avec topique hydratant, et antiparasitaire (fenvalérate, phoxime, dimpylate), 2 puis 1 fois par semaine, et un traitement antibiotique per os (triméthoprime-sulfaméthoxypyridazine) jusqu’à guérison clinique plus 3 semaines, soit pendant 6 à 16 semaines.